# Erich Kriemer
Erich Kriemer (* 5. November 1926 in Schwindschitz, Tschechoslowakei; † 30. November 1998 in Gera) war ein deutscher Schriftsteller. Der Funktionär des Schriftstellerverbandes der DDR war zugleich Inoffizieller Mitarbeiter der Staatssicherheit und mit der Überwachung des Literaturbetriebes im Bezirk Gera betraut.

## Leben und Werk
Erich Kriemer wurde 1926 im heute zu Tschechien gehörenden nordböhmischen Dorf Schwindschitz geboren. Sein Vater war Maurer und Bauer, seine Mutter ebenfalls in der Landwirtschaft tätig. Er besuchte nach Dorf- und Mittelschule eine Wirtschaftsoberschule. Zunächst Anhänger des Nationalsozialismus, kamen ihm 1944, im Jahr seiner Einberufung in die Wehrmacht, angeblich geheim gehaltene Zweifel.
Er erlebte das Kriegsende 1945 an der Ostfront, wo er in sowjetische Kriegsgefangenschaft geriet. Eine Rückkehr in seine Heimat war aufgrund der Vertreibung der Deutschen aus der Tschechoslowakei später ausgeschlossen.
In Erfurt fand er vorübergehend Arbeit in einer Tischlerei. Er absolvierte eine Neulehrerausbildung, dann stieg er in seinen neuen Beruf ein. Ab 1964 gab er an der Oberschule Steinbach-Hallenberg Unterricht in Geschichte und Staatsbürgerkunde. Später war er hauptamtlich in der Schulverwaltung angestellt. In dieser Zeit war er sechs Jahre lang auch hauptamtlich im Parteiapparat auf dem Gebiet der Volksbildung tätig.
Etwa mit dem Eintritt in das Arbeitsleben, 1964, begann er den Roman Wo die Moldau fließt zu schreiben. Die letzte Fassung lag acht Jahre später, 1972, vor. Klaus Steinhaußen war währenddessen sein Mentor und ab 1971 sein Lektor. 1973 erschien der Roman im Mitteldeutschen Verlag. Darin verarbeitete Kriemer Kindheitserlebnisse aus dem Alltag in einem Dorf des nordböhmischen Grenzgebietes um 1938/1939. „[I]n schlichter, geradliniger Art […] setzt sich Kriemer mit ethischen und moralischen Fragen auseinander, die im Zusammenleben der Tschechen und Deutschen in solch komplizierter Zeit auftraten“, heißt es in einer DDR-Rezension.
Ab 1975 war er in Gera-Lusan ansässig. Von 1977 bis 1990 bekleidete er das Amt des Vorsitzenden des DDR-Schriftstellerverbandes im Bezirk Gera. In dieser Funktion erteilte der parteilinientreue Sozialist unter anderem Aufnahmeablehnungen mit fadenscheinigen Begründungen. Als Inoffizieller Mitarbeiter des Ministeriums für Staatssicherheit (sein Deckname war „Buche“) bestand seine Aufgabe darin, „das literarische Leben im Bezirk Gera politisch-ideologisch unter Kontrolle zu halten und politisch unliebsame Entwicklungen schon im Vorfeld abzuwürgen.“ Bei einem Rumänienaufenthalt im Frühjahr 1982 horchte er im Auftrag der Staatssicherheit die deutschsprachigen Literaturschaffenden – Autoren, Redakteure und Herausgeber – aus. Diese erzählten dem vermeintlich verständnisvollen Freund freimütig von ihren Nöten im „Bruderstaat“ und äußerten ihre kritischen Meinungen zum DDR-Literaturbetrieb. Zu den von Kriemer denunzierten Personen gehörten unter anderem die Mitglieder des Literaturkreises Adam Müller-Guttenbrunn, unter ihnen Herta Müller, die 2009 den Literatur-Nobelpreis erhielt.
Kriemer leitete auch den Zirkel Schreibender Arbeiter in den Keramischen Werken Hermsdorf. Dieser wurde als „Hervorragendes Volkskunstkollektiv“ ausgezeichnet.
Er selbst erhielt den Kunstpreis der Stadt Gera. Erst 1989 legte Kriemer seinen zweiten Roman, Böhmische Liebe betitelt, vor. Im wiedervereinigten Deutschland widmete er sich nur noch auf Gera bezogenen Projekten.
Er verstarb nach langer Krankheit am 30. November 1998.

## Werke
- Wo die Moldau fließt. Roman. Mitteldeutscher Verlag, Halle (Saale) 1973.
- Erinnerungen an eine alte Frau. In: Sinn und Form. Beiträge zur Literatur, 37. Jg., Heft 3 1985, S. 517–521.
- Gera 1987 (= Bilder einer Stadt). Bild und Heimat Verlag für Ansichtskarten und Kalender, Reichenbach 1987 (Kalender mit Fotos und Reproduktionen von Frank Schenke und Rückseitentexten von Erich Kriemer).
- Böhmische Liebe. Roman. Greifenverlag zu Rudolstadt, Rudolstadt 1989, ISBN 3-7352-0160-1.
- Der Vater und sein Sohn (Erzählungen 1988–1990, unveröffentlicht).
- zusammen mit Siegfried Mues, Christel Russe: Gera (= Thüringen – Landschaften, Städte, Wanderungen). Justus Perthes Verlag, Gotha 1996, ISBN 3-623-00973-3.

## Auszeichnungen
- Kunstpreis des Bezirks Gera